# جاش پرنوت
جاش پرنوت (انگلیسی: Josh Prenot؛ زادهٔ ۲۸ ژوئیهٔ ۱۹۹۳) یک شناگر اهل ایالات متحده آمریکا است.
وی در مسابقات کشوری و بین‌المللی در مجموع برنده ۲ مدال طلا، ۲ مدال نقره شده‌ است.